# Историја Грчке
Историја Грчке представља историју једне од најстаријих држава света. Најстарији доказ постојања човека на Балкану датиран је око 270.000 године п. н. е. у пећини Петралона у грчкој покрајини Македонији. Најстарија неолитска насеља Европе пронађена су у Грчкој и потичу из 7. миленијума п. н. е.. Егејске цивилизације добиле су имена зависно од територије на којима су се развијале. Тако су у бронзаном добу постојале Микенска, Минојска, Кикладска и Тројанска цивилизација. Егејске цивилизације уништене су доласком племена Дораца са севера у периоду од 1100. до 1000. године п. н. е. Након Мрачног века и Архајске Грчке наступа период Класичне Грчке обележен Грчко-персијским ратовима и борбама између Спарте, Атине и Тебе за превласт у Хелади. Године 338. п. н. е. Грчка пада под македонску хегемонију. Након смрти Александра Македонског наступа период Хеленистичке Грчке који ће потрајати све до пада последњих грчких територија под римску власт. У Римском царству Грчка је била културно средиште царства, а грчки језик је сматран равноправним латинском. Поделом царства на Источно и Западно, Грчка улази у састав Византијског царства где ће се, са прекидом од 1204-1261, налазити све до 1461. године. Грчка улази у састав Османског царства где ће бити подељена на 6 санџака. Од свих балканских хришћанских народа у Османском царству, Грци су били најнапреднији у културном и економском погледу. Године 1821. подигнут је устанак. Грци су се, уз помоћ европских сила, изборили за независност. Проглашена је Краљевина Грчка. У Првом балканском рату, Грчкој су прикључене преостале територије насељене грчким становништвом. У Првом светском рату учествовала је против Антанте, а у Другом светском рату на страни Савезника. Након завршетка рата избија Грчки грађански рат између Грчке владе и Комунистичке партије. Рат је завршен победом националне армије. Године 1967. у Грчкој је извршен државни удар. Следећих седам година грчке историје познато је под називом "Грчка војна хунта". Након пада хунте, референдумом је изгласано укидање монархије и увођење републиканског државног уређења. Од 1980. године Грчка је чланица НАТО пакта, а од следеће године и Европске уније.

## Неолит
Неолитска револуција је у Европу стигла преко Грчке и Балкана почев од 7. века п. н. е. Неке неолитске заједнице, као што су нпр. Сескло у Грчкој, живеле су у утврђеним насељима од по 3000 до 4000 људи. Неолит у Грчкој завршен је наступањем тзв. Хеладског периода који је наступио око 3200. године п. н. е.

## Бронзано доба
Почетком 3. миленијума п. н. е. људи егејске цивилизације упознали су технику обраде метала, најпре бакра, а касније и бронзе. Појаву метала наука везује за долазак нових племена из Анадолије у егејски басен. Истраживања су показала да се употреба метала јавља готово истовремено у разним местима егејског басена, на Криту, обалама Мале Азије и Македоније. Јединство културе у области егејског басена довело је до стварања појма "егејска цивилизација".

## Минојска цивилизација
Најстарија историја Крита постала је позната након ископавања која је у периоду од 1893. до 1931. године извршио археолог Артур Еванс. Он је историју Минојске цивилизације поделио на три периода: раноминојски (3000—2200), средњеминојски (2200—1600) и позноминојски период (1600—1400). Цивилизација је назив добила по митском краљу Миносу. Петнаест векова након свог настанка, Минојска цивилизација достигла је свој врхунац. Минојци су дошли на Крит са копна Грчке. Средиште цивилизације био је град Кносос, а значајан центар био је и Фестос. У трећем миленијуму п. н. е. критско друштво било је на вишем степену развоја од друштва континенталне Грчке. Карактерише га развијено родовско уређење и владавина патријархалних односа уз постојање извесних трагова матријархата. Риболов и трговина били су веома развијени.
Почетком 2. миленијума, на Криту долази до распадања првобитне заједнице и образовања класа. Разлика између живота власника палата у Кнососу и Фестосу и обичног становника указује на појаву наследне краљевске власти око 21-20. века п. н. е. . Почетком 16. века, кнососка династија је владала територијом целог острва. Крит је достигао свој врхунац. Током 16. и 15. века, Крит је био јединствена монархија. Кнососка династија проширила је свој утицај и на Кикладска острва. Крићани су користили Линеарно А писмо.
У спољној политици Крита у првој половини 2. миленијума п. н. е. нарочито значајну улогу имао је његов јужни сусед - Египат. Економске и културне везе између ове две државе потврђене су на основу бројних пронађених критских предмета у Египту и египатских на Криту. Веза је била нарочито снажна почев од владавине Дванаесте египатске династије. Крајем 15. века п. н. е. долази до опадања трговине између Крита и Египта.
Узроци наглог пада моћи кнососке династије су мало познати због недостатка извора. Најприхваћенија теорија о паду Минојске цивилизације јесте слабљење државе изазвано ерупцијом вулкана Тере након којег је уследила Микенска најезда.

## Континентална Грчка до 17. века п. н. е.
На почетку бронзаног доба долази до настанка многобројних насеља у дотада неистраженим деловима средње Грчке и Пелопонеза. У то доба долази до стварања насеља на касније познатим местима као што су Микена, Тиринт, Орхомен и сл. Становници Хеладе су се у 3. миленијуму п. н. е. углавном бавили пољопривредом и сточарством. Металургија је до краја 3. миленијума била слабо развијена. Око 2000. године п. н. е. у Грчкој долази до значајних промена. Још је Тукидид спомињао велике сеобе становништва у старој Хелади. Крајем 3. и почетком 2. миленијума п. н. е. племена која су настањивала северну Хеладу кренула су према југу, у Беотију и на Пелопонез. Промена се примећује и у језику. Називи Коринта, Закинтоса, Атине, Микене, Кнососа и др. свакако потичу из језика који су се раније говорили у Грчкој. Према грчкој традицији, новопридошла племена били су Ахајци. Ахајци су се временом асимиловали са домаћим становништвом.

### Микенска Грчка
Период грчке историје од 17. до 13. века п. н. е. носи назив по једном од највећих центара високе културе која се распростирала континенталним делом Грчке - Микени. Микена се налази на Пелопонезу у Арголиди. Откопавања је 1874. године отпочео археолог Хајнрих Шлиман. Врхунац је Микенска цивилизација доживела између 1400 и 1200. године п. н. е. Писмо коришћено у Микени назива се Линеар Б писмо. Око 1400. године п. н. е. микенска власт проширила се и на Крит. Крупни етнички потреси који су у 13. веку захватили источне обале Средоземног мора у Грчкој се изражавају Тројанским ратом (1194-1184. п. н. е.). Овај период описан је у Хомеровим еповима Илијади и Одисеји. Грци су били окупљени у савезе племена на чијем челу су се налазили басилеуси. Басилеуси су имали врховна војна, судска и свештеничка овлашћења.

## Мрачни век и Архајски период
Око 1100. године п. н. е. Микенска цивилизација је уништена, а градови опљачкани и порушени. Традиционални извори колапс приписују најезди Дораца. Од дорске најезде до 8. века п. н. е. нема готово никаквих података о збивањима на подручју Грчке. Свакако су се до тада етничке прилике постепено стабилизовале, а грчка племена - Дорци, Јонци и Еолци, заузели своја подручја. Захваљујући географској раздробљености долази до настанка многобројних независних градова-држава - полиса. Крајем 8. и почетком 7. века п. н. е. долази до нове грчке експанзије и формирања већег броја колонија на јужним и западним обалама Италије, обалама Сицилије, северној обали Егејског мора и на обалама Мраморног и Црног мора. Експанзија у Африци наишла је на отпор Феничана и Египћана. Типични примери за развој друштвених односа јесу демократска Атина и аристократска Спарта.
До средине 6. века п. н. е. Спарта је изградила Пелопонески савез којим је, као водећа сила, наметнула своју хегемонију над читавим Пелопонезом. Завршетком Архајског периода сматра се пад атинског тиранина Хипије са власти (510. година п. н. е.). Уследио је период Класичне Грчке.

## Класина Грчка
Период класичне Грчке обухвата период од 510. године п. н. е. до смрти Александра Македонског (323. година п. н. е.).

### Грчко-персијски ратови
Током друге половине 6. века п. н. е. долази до експанзије Ахеменидског царства под Киром и Даријем Великим. Персијско царство је постало најјача сила предње Азије и покорило је многобројне народе од Нила до Инда. Међутим, када је Дарије насрнуо на Грчку, наишао је на надмоћног противника и на копну и на мору. Грчко-персијски ратови вођени су од 499. до 449. године п. н. е. Повод за избијање рата био је Јонски устанак под вођством Милета. Атина и Еретрија пружиле су минималну помоћ устаницима. Када је устанак 494. године п. н. е. угушен, Дарије Велики предузима казнену експедицију на Грчку. У првом походу (492. година п. н. е.) персијски војсковођа Мардоније осваја Македонију, али је због олује присиљен да обустави даље ратовање. Друга инвазија на Грчку покренута је две године касније. Персијску војску предводили су Датис и Артаферн против Атине и Еретрије. Спарта је одбила да пружи помоћ Атињанима. Персијанци су извршили искрцавање на Атику, али су поражени у бици на Маратонском пољу. Уследило је десетогодишње примирје изазвано смрћу персијског цара и устанцима у Египту и Вавилону. Нови цар Ксеркс I лично покреће војску на Грчку 480. године п. н. е. Грци су се годину дана раније састали на конгресу на Коринтској превлаци на коме су закључили општегрчки одбрамбени савез.
Ксерксова војска без већих проблема продире до средње Грчке. Спартанци под вођством Леониде дочекали су их код Термопилског кланца и у чувеној бици им нанели велике губитке пре неко што су сви изгинули. У бици су погинула и два Ксерксова брата. Након победе код Термопила, Персијанци без отпора продиру у Атику и освајају Атину. Међутим, становништво се склонило на оближње острво Саламину које ће бити поприште следеће поморске битке у којој ће атински адмирал Темистокле нанети Ксерксу тежак пораз. Након битке се Ксеркс враћа у Персију због страха од подизања устанка у другим деловима царства. Команду над персијском војском оставља Мардонију. Августа 479. године п. н. е. вођена је битка код Платеје, а истог дана и битка код Микале. Након ове две грчке победе, Персијанци су истерани из Европе.

### Пентеконтаетија
Пентеконтаетија је назив за период историје старе Грчке од 478. до 431. године п. н. е. када је хегемонију успоставила Атина. Након битке код Микале и протеривања Персијанаца из Европе, Спарта је била незаинтересована за наставак вођења рата јер је непосредна опасност по државу прошла, а Спарта није располагала јаком флотом. Вођство у рату преузима Атина која 478. године формира Делски савез како би обезбедила редовна финансијска средства за вођење рата. Рат је настављен ради ослобађања малоазијских грчких градова од персијске власти. Безобзирна хегемонистичка политика доводи Атину 460. године п. н. е. до рата са Коринтом и Епидауром којима ће се убрзо придружити и Спарта. Овај рат познат је под називом "Први пелопонески рат". Након победе код Енофите, Атина је потчинила Беотију, Локриду и Фокиду. Била је на врхунцу своје моћи. У потчињеним градовима уведено је демократско уређење. Године 454. п. н. е. благајна Делског савеза пренесена је у Атину, а савез је преименован у "Атински поморски савез". Пет година касније закључен је мир са Персијом којим су окончани Грчко-персијски ратови. Персија се одрекла западне обале Мале Азије, а Атина експанзије ка истоку. Пораз код Коронеје и могућност распада Атинског савеза присилио је Атину да са Спартом 445. године п. н. е. закључи Тридесетогодишњи мир којим је привремено успостављена равнотежа између та два водећа грчка полиса.

### Пелопонески рат
Тридесетогодишњи мир прекинут је 431. године п. н. е. избијањем Пелопонеског рата. Пелопонески рат може се поделити у три фазе. Прва фаза обухвата првих десет година рата и нови назив "Архидамов рат" по спартанском краљу Архидаму. Атина је одржала своју хегемонију на мору и покренула флоту у пустошење пелопонеских обала. Архидам је током прве две године рата покретао походе на Атику којим је присилио Атињане да се повуку у Дуге бедеме и одрекну се пољопривреде. То доводи до избијања куге која је однела 15% атинског становништва укључујући и стратега Периклеа. У наредним годинама Атина се опоравља и успешно води рат. Смрћу вођа ратоборних партија у бици код Амфипоља (Брасиде и Клеона) долази до склапања Никијиног мира. Следећих шест година Тукидид назива "сумњивим примирјем". Мир није успостављен због противљења спартанских савезника (Коринта и Тебе) и појаве ратоборног стратега Алкибијада.
Године 415. п. н. е. Атина покреће тзв. Сицилијанску експедицију са циљем освајања плодне Сицилије. Експедицију су предводили Никија, Алкибијад и Ламах. Сицилијанска експедиција је прекретница у Пелопонеском рату. Атињани су доживели велики пораз у коме је уништена атинска флота. Алкибијад прелази на страну Спартанаца који, по његовом савезу, стварају упориште на Атици. Атина је и поред тешког стања наставила да пружа велики отпор.
Током трећег периода рата (413—404. п. н. е.) долази до одметања атинских савезника (Еубеје, Лезбоса, Еритреје, Хиоса, Родоса, Мале Азије) од Атине. Алкибијад руководи спартанском политиком на истоку ступајући у контакт са Персијанцима, сатрапима Лидије и Фригије (Тисаферном и Фарнабазом). Међутим, афера са женом спартанског краља донела му је смртну пресуду у Спарти. Због тога он поново стаје на атинску страну у којој, након неуспешног олигархијског преврата, долази до обнове демократског уређења. Под Алкибијадовом командом долази до обнове атинске таласократије. Персија финансијски помаже Спарту и убрзава завршетак рата. Нови надарени војсковођа, Лисандар, наноси одлучујући пораз Атињанима код Егоспотама. Атина је опседнута и у њој долази до преврата. Олигарси убијају Клеофонта, последњег присталицу демократије, и склапају мир са Спартом. Атина се одрекла Атинског поморског савеза, флоте, Дугих бедема и ступила је у савезништво са Спартом покоравајући се њеној хегемонији. Следећих осам месеци Атином ће владати тирани.

### Спартанска и тебанска хегемонија
Период од 404. до 371. године п. н. е. обележен је превлашћу Спарте. Године 401. п. н. е. спартански краљ дозволио је сатрапу Киру Млађем да у Грчкој врбује најамнике за свој покушај свргавања Артаксеркса. У Грчкој је Киров поход познат под називом "Поход Десет хиљада". Поход је завршен неуспехом након Кирове погибије у бици код Кунаксе. Резултат је избијање рата између Персије и Спарте. Спартански краљ Агесилај 396. и 395. године п. н. е. успешно води борбе против Тисаферна, Фарнабаза и Титрауста. Персијанци подстичу устанак у Грчкој против спартанске хегемоније. Центар антилаконског расположења постала је Теба. Године 395. п. н. е. избија Коринтски рат. Спарта на самом почетку рата трпи поразе. Савезници (Теба, Атина, Коринт, Аргос и други) блокирају спартанску војску на Пелопонезу. Војним путем Спарта није могла одржати своју хегемонију. Стога је ступила у преговоре са Персијом. У њима се нарочито истакао дипломата Анталкида који је успео Артаксерка наговорити на пружање помоћи Спарти. Захваљујући персијској помоћи, Спарта односи победу у рату. У Сузи је 486. године п. н. е. одржан конгрес на коме је донет тзв. "Царски мир". Царски мир једно је од највећих понижења старих Грка. Њиме су ликвидиране све тековине Грчко-персијских ратова. Западна Мала Азија поново се нашла у персијским рукама где ће остати до појаве Александра Македонског. Персија је постала покровитељ спартанске хегемоније.
Сурова спартанска политика према устаницима довешће 379. године п. н. е. до новог устанка који носи назив "Беотијски рат". Он је подигнут у Теби. Користивши се Спартанско-халкидичким ратом, Тебанци под вођством Пелопиде и Епаминонде дижу устанак и протерују спартански гарнизон из града. Казнена експедиција Спарте завршена је неуспехом због помоћи коју су Атињани пружили Тебанцима. Убрзо долази до формирања Другог атинског поморског савеза, тачно сто година након формирања првог (Делског). Спарта поново трпи поразе те је присиљена да 371. године п. н. е. закључи мир са Атином. Међутим, рат са Тебом је настављен. Исте године вођена је битка код Леуктре која је означила крај спартанске хегемоније. Епаминонда односи победу над бројнијом спартанском војском након чега се Спартанци повлаче на Пелопонез.
Тебанска хегемонија трајала је од 371. до 362. године п. н. е. Пелопонески савез се распао, а неки пелопонески полиси уводе демократско уређење. Спарта није могла спречити формирање Аркадског савеза. Епаминонда је у наредним годинама четири пута напао Пелопонез. Неочекивано јачање Тебе доводи до зближавања Спарте и Атине које удруженим снагама воде битку код Мантинеје 362. године п. н. е. У бици је погинуо Епаинонда, а Тебанци се повлаче у Беотију. Хегемонију је поново успоставила Атина, али она није била ни налик пентеконтаетији.

### Филипово освајање Грчке
Безобзирна атинска политика према савезницима и све већи износи еисфора доводе до избијања тзв. Савезничког рата (357-355. година п. н. е.). Персијски цар стао је у заштиту чланица Другог атинског поморског савеза које су се успешно избориле за независност. Слабост Атине највише је користила Македонији чији је краљ, Филип Македонски, доживљавао велики успон. Трећи свети рат Филип је искористио као прилику да се умеша у политику Грчке. Бранећи интересе Тебе, Филип улази у рат са Спартом, Атином и Фокидом у коме односи победу. У Атини долази до расцепа између присталица Филипа Македонског и његових противника. За то време, Филип на престо Тесалије и Епира поставља своје рођаке. Године 340. п. н. е. избио је тзв. Четврти свети рат између Атине, Тебе и Амфисе са једне и Македоније са друге стране. Рат је одлучен битком код Херонеје (338. п. н. е.). Филип односи велику победу и успоставља македонску хегемонију у Грчкој. Следеће, 337. године п. н. е., одржан је Коринтски свехеленски конгрес на коме су утврђени општи принципи будућег Хеленског савеза. Грчки полиси одрекли су се међусобног ратовања, покорили су се македонској хегемонији и објавили рат Персијском царству. Филип није стигао да оствари своје снове о освајању Персије. Убијен је 336. године п. н. е.
Вест о Филиповој смрти навела је многе државе Балкана да се побуне против македонске хегемоније надајући се да нови владар, Филипов син Александар, није довољно снажан да одржи царство свога оца. Побуну су подигла трачка племена на северу Македоније, Тесалија, Атина и Теба. У гушењу устанака, Александар је провео 335. годину п. н. е. Том приликом је Теба разорена, а Атина присиљена да понизно моли за мир. Током Александрових ратова, спартански краљ Агис 331. године п. н. е. подиже устанак против македонске хегемоније. Гушењем устанка од стране Антипатера (битком код Мегалопоља) осигуран је мир који је потрајао све до смрти Александра Македонског. Наступа период хеленизма.

## Хеленистичка Грчка
Хеленистичка Грчка обухвата период од смрти Александра Македонског до римског освајања Грчке 146. године п. н. е.. Грчка је, према подели извршеној 323. године п. н. е., припала Антипатеру. Исте године у Грчкој избија устанак против македонске власти. У науци је познат под називом "Ламијски рат". Устанак је предводила Атина. Након гушења устанка (322. године п. н. е.) Атина губи независност. Грчка је узела учешћа у Ратовима дијадоха. Након Антипатерове смрти (319. п. н. е.) избио је Други рат дијадоха након кога је Грчка припала његовом сину Касандру. Касандру ће Грчку преузети Антигон Једнооки. У склопу Антигонове државе Грчка остаје до 301. године п. н. е. тј. до његовог пораза у бици код Ипса од стране четврте коалиције. Уследио је период борби за превласт у Македонији између Деметрија Полиоркета, Пира Епирског, Лизимаха и Касандарових синова. Након битке код Курупедиона (281. п. н. е.) Грчка пада под власт Антигонида. У исто време долази до галске инвазије на Балкан. Током владавине Антигона II долази до избијања новог устанка - Хремонидиног рата (267. п. н. е.). Након гушења устанка, Атина губи независност и демократско уређење и престаје бити значајан политички фактор.
У периоду након битке код Курупедиона долази до формирања Ахајског савеза. Савез је номинално био поданик Птолемејида, али је у суштини био независтан и контролисао је већи део јужне Грчке. Под вођством краља Клеомена, Спартанци воде рат против Ахајског савеза који се завршава спартанским заузимањем Ахаје. Антигон III наноси пораз Спартанцима након чега је град окупиран по први пут у својој историји. Одредбама мира у Наупакту из 217. п. н. е. Македонија поново успоставља власт у Грчкој. Слободни су остали Атина, Родос и Пергам. Родос и Пергам учествовали су на страни Рима у Првом македонском рату (215-205. п. н. е.). Након македонског пораза у Другом македонском рату (200-197. п. н. е.) проглашена је формална слобода грчких градова. Међутим, римски гарнизони су постављени у Коринту и Халкиду, а на челу грчких полиса налазиле су се аристократе које су биле у савезништву са Римом.

## Римски период

### Освајање Грчке
Трећи македонски рат избио је 171. године п. н. е. Након пораза код Пидне (168. године п. н. е.) Македонија губи независност. Њена територија подељена је на четири мање државе. Независност су изгубиле све државе које су помагале Македонију у њеном рату са Римом, али и римске, али и римски савезник Родос. У периоду од 171. до 146. године п. н. е. Римљани су постепено учвршћивали своју власт у Грчкој која је након стицања "слободе" стално потресана међусобним сукобима полиса. Године 148. п. н. е. Римљани на територији Македоније оснивају своју провинцију. Ахајски савез пружају последњи отпор Римљанима 146. године п. н. е. Након пораза у Ахајском рату, Грчка потпада под римску власт. Делимичну независност задржале су Спарта и Атина. Смрћу Атала III (133. године п. н. е.) Пергамска краљевина припала је Риму након чега се већи део Егејског басена нашао у римским рукама. Последње грчке територије Римљани освајају 86. године п. н. е. Атина у Првом митридатовом рату стаје на страну Митридата VI. Након победе над Митридатом, Атина губи независност.

### Римска Грчка
Грчка је у 1. веку п. н. е. била поприште битака неколико римских грађанских ратова. Цезаров грађански рат окончан је битком код Фарсале која се налази на територији Грчке. Битка код Филипа у грађанском рату "Ослободиоца" такође је вођена на грчкој територији. Рт Акцијум код кога је вођена битка између Октавијана Августа и Марка Антонија у завршном грађанском рату налази се у Акарнанији. Након последњег грађанског рата у Риму је завладао мир. Након проглашења принципата, Август је 27. године п. н. е. од Грчке створио посебну провинцију Ахају издвојивши је из провинције "Македонија и Ахаја".
Грчка се у склопу Римског царства сматрала средиштем грчко-римске културе, а грчки језик сматран је равноправним латинском. Током кризе 3. века, Готи и Херули упадају на грчке територије и уништавају бројне атинске споменике. Током Диоклецијанових и Константинових реформи, Ахаја је прикључена македонској дијецези, а она илирској префектури. Границе државе нису прелазиле Пиниос на северу, а Пинд на западу. Главни грчки град под Римљанима био је Коринт.

## Грчка под Византијом
Приликом поделе Римског царства на Источно и Западно, Грчка се нашла у склопу Источног (Византијског) царства. Римска подела Грчке остала је непромењена све до 6. века када су од Ахаје створене две теме: Хелада (Атика, Беотија, Фокида, Локрида, део Тесалије и острва Еубеја и Егина) и Пелопонез са средиштем у Коринту. Део Тесалије, Акарнанија и Етолија ушле су у састав теме Епир. Киклади су припали теми Егејских острва, а Северни Споради Солуну. Крит је чинио посебну тему. У периоду након Константина Великог долази до успона хришћанства у Грчкој.
Најезда Хуна покренула је Велику сеобу народа. Визиготи на челу са Аларихом продрли су до Пелопонеза 395. године п. н. е. Након пустошења Грчке, Визиготи се повлаче на запад. Следећи варварски напад потресао је Грчку средином 5. века када су Вандали напали западну грчку обалу из своје државе у Северној Африци. У наредном периоду (610—867) Грчка је потресана нападима Персијанаца, Ломбарда, Авара, Словена, Арабљана и Бугара. На њеној територији формиране су склавиније. Словени се насељавају на континенталном делу Грчке, али и на острвима. Временом су се асимиловали са староседеоцима. Године 727. избија устанак против Лава III који је убрзо угушен. Арабљани 826. године заузимају Крит и њиме управљају до 961. године. Грчка се нашла на удару бугарског цара Самуила који је након победе код Трајанових врата заузео Солун (други по величини град у Византијском царству). Бугарски притисак окончан је битком на Спрехију 997. године. У 11. и 12. веку најопаснији византијски противници били су Нормани. Нормани 1147. године, користећи се заузетошћу Византије у Другом крсташком рату, пљачкају многе грчке градове укључујући и Коринт, Тебу и Атину. Византија није могла да им се супротстави.

### Франкократија и пад Грчке под Османско царство
Крсташи Четвртог крсташког рата (1202—4) наишли су у Грчкој на слаб отпор. Након пада Цариграда, на грчкој територији крсташи оснивају неколико крсташких држава: Ахајску кнежевину, Атинско војводство, Епирску деспотовину, Солунску краљевину. Млетачка република је искористила распарчаност Грчке и заузела све важније луке на Јадранском и Јонском мору. Ахајска кнежевина је била најбоље организована међу свим државама које су Латини образовали. Касније се појавила и Каталонска компанија која ће се за неколико деценија учврстити у Атинском војводству. Михаило VIII Палеолог освојио је Цариград 1261. године. Византији је прикључио и Солунску краљевину. До своје смрти (1282), Михаило је повратио Егејска острва, Тесалију, Епир и већи део Ахаје. Средином 14. века Византинци освајају већи део Пелопонеза (Мореје) и на њему образују ранију тему. Јован VI Кантакузин оснива 1347. године на територији Пелопонеза Морејску деспотовину додељујући је на управу своме сину Манојлу Кантакузину. На Коринтском земљоузу обновљена је 1414. године одбрамбена линија Хексамилион (6 миља) против Турака Османлија. Међутим, Мехмед II Освајач 1453. године осваја Цариград, а до 1461. године освајају и Морејску деспотовину.

## Османски период
Турци су освојену Грчку поделили на 6 санџака: Мореја (Пелопонез), Атика и Беотија, Тесалија, Етолија и Акарнанија, Епир, Еубеја. Санџаци су, по турском обичају, подељени на феуде и додељивани турским спахијама. Долази до исламизације грчког становништва. Попут осталих хришћанских држава под Османским царством, и Грчка је била приморана да даје "данак у крви" којим су два века попуњавани турски одреди јаничара. У 16. веку у Грчкој се развија хајдучија. Национални герилски покрет против Турске узима маха у другој половини 17. века, нарочито у планинским крајевима у Тесалији. Како би сузбила хајдучију, Порта је од Грка образовала полицију од Грка. Посебни команданти називали су се арматоли. Млетачка република освојила је у Морејском рату Мореју и Атину. Сачувала ју је 30 година. Године 1770. у Грчкој избија устанак инспирисан појавом руске флоте. Устанак је захватио Мореју, Акарнанију, Тесалију и нека острва. Турци су га угушили.
Од свих балканских народа које су Турци угњетавали, Грци су били најнапреднији у културном и економском погледу. Кметско право било је укинуто у другој половини 18. века што доводи до образовања прилично утицајне бродовласничке аристократије. Она се обогатила нарочито за време Континенталне блокаде којом је Наполеон Бонапарта забранио трговину европских држава са Енглеском. Француска револуција бучно је одјекивала у Грчкој. Грци су полагали велике наде у Бечки конгрес. Међутим, када се стање није променило, Грци су се почели припремати за устанак.
Песник Константин Ригас позива Грке на устанак и настоји да окупи патриоте у политичку организацију. Прихвативши Ригасову идеју, Николаос Скуфас, Атанасиос Цакалоф и Панајотис Анагностопулос образују 1814. године у Одеси Хетерију ради "оружаног јединства свих хришћана у Турској, ради тријумфа крста над полумесецом".

### Устанак
Устанак је отпочео марта 1821. године у подунавским земљама (Влашкој и Молдавији) и под руководством Александра Ипсилантија, руског официра. Александар је већ у јуну претрпео потпуни неуспех, али је побуна већ захватила целу Грчку. Следеће године, народна скупштина у Епидауру прогласила је независност Грчке. Турска влада свирепо је гушила устанак. Цариградски патријарх јавно је обешен, а заједно са њим и око 80 епископа. На десетине хиљада Грка и других хришћана је убијено. Нарочито је сурова била турска одмазда према Хиосу: 23.000 Грка је убијено, а 47.000 продато у робље. Тешко стање Грка још се више погоршало раздором између њихових централних власти и месних управа и борбом између две супарничке стране, од којих се једна ослањала на бродовласничку аристократију, а друга на земљораднике. Борба је довела до грађанског рата који је трајао од 1823. до 1825. године.
Године 1825. стање Грка било је очајно. Устанак је био угушен свуда сем у Мореји, острвима и у централној Грчкој. Ситуација се погоршала када је 1826. године војска Ибрахим-паше пребачена из Египта. Ибрахим-паша је заузео Мисолунгу, готово целу Мореју и бомбардовала Атину. Тада су у помоћ притекле грчке многобројне присталице у Европи, тзв. фијелини. Међу њима су преовлађивали либерали и демократе. Познати енглески песник Бајрон учествовао је у рату и погинуо у Мисолунги 1824. године. Русија је прва иступила у одбрану грчких права. Међутим, пошто су Грци 1822. године усвојили либерални устав, руски цар Александар одбио је да им помогне. Слично је било и са аустријским канцеларом Метернихом. Међутим, интереси великих сила у Средоземном мору на крају су преовладали. У Лондону је 6. јуна 1827. године закључен споразум између Енглеске, Француске и Русије уперен против турског султана. Дана 20. октобра 1827. године вођена је одлучујућа битка код Наварина. Савезници су однели велику победу. Ибрахимова флота је уништена, а савезници нису изгубили ниједан брод.
Наваринска битка одлучила је исход рата. Још пре битке, народна скупштина у Трезену прогласила је потпуну независност. За њеног привременог управљача постављен је гроф Каподистрија. Султан је Једренским миром (којим је окончан и Руско-турски рат) признао независност Грчке. Дана 3. фебруара 1830. године на Лондонској конференцији, Грчка је проглашена независном државом. Међутим, у њен састав нису ушле многе територије са грчким становништвом: Крит, Епир и Тесалија остале су под султановом влашћу, а Јонска острва под енглеским протекторатом.
Следеће године у Грчкој избија грађански рат против диктатуре Каподистрије. Стране силе поново су интервенисале, Каподистрија је убијен, а први краљ Грчке постао је баварски принц Отон кога су стране силе изабрале не обазирући се на то што је он странац и католик.

## Модерна Грчка
У периоду од 1833. до 1843. године, Грчка је била апсолутистичка монархија. Године 1843. извршен је државни удар од стране буржоазије и донесен је демократски устав кога је Народна скупштина изгласала 30. априла 1844. године. За време Кримског рата, Грци из планинских области Епира и Тесалије дигли су се на устанак у намери да пруже помоћ Русима. Султан је угушио тај устанак и блокирао Пиреј принудивши Грчку на неутралност. Због честих интервенција двора, под утицајем либералних идеја долази 1859—60. године до крвавих немира у Науплиону, Аргосу, Триполису, а Отон је приморан на абдикацију 23. октобра 1862. године. Нови краљ постао је син данског краља, Јоргос I. Велика Британија, како би сузбила руски утицај и ојачала своје позиције у Грчкој, одриче се Јонских острва у корист новог краља. Године 1897. Грчка је заратила против Турске са циљем ослобођења преосталих области са грчким живљем које су се налазиле под Турском. Повод за рат био је Критски устанак из 1896. године. Рат се завршио поразом грчке војске, а Крит је окупиран од стране великих сила и призната му је аутономија под суверенитетом султана. За време Младотурског устанка, Крит је прокламовао присаједињење Грчкој. Покушаји су пропали, а нови рат спречила је интервенција великих сила. Грчка је узела учешћа у Првом балканском рату. Прикључила се савезницама Србији, Црној Гори и Бугарској. Лондонским, Атинским и Букурешким миром, Грчкој је припао Крит, Солун, Халкидики, Кавала, јужни Епир, острва у Егејском мору (сем Додеканеза који је од 1911. године под италијанском влашћу).

### Учешће у Првом светском рату
На почетку рата Грчка је прогласила неутралност. Према српско-грчком уговору из 1913. године, Грчка се обавезала да се прикључи Србији када Србија 1915. године нападне Бугарску. Чим је Бугарска објавила мобилизацију, објавио ју је и Венизелос (23. септембар 1915), али су га кругови око двора присилили на оставку. Грчка није ушла у рат. И поред тога, Антанта је на грчкој територији октобра 1915. године основала Солунски фронт, а почетком јуна следеће године блокирала грчке обале и изнудила на демобилизацију грчке војске. Јуна 1917. године Антанта је оборила грчку владу у Атини, а Венизелос је преузео власт. Грчка улази у рат на страни Антанте 29. јуна 1917. године. После завршетка рата, Нејиским мировним уговором Грчка добија егејску обалу до Марице. Грчка војска је, по дозволи Антанте, окупирала 15. маја 1918. године Измир у Анадолији. То доводи до новог Грчко-турског рата (1919—1922). Лондонским уговором од 24. јуна 1923. године, Грчка напушта Малу Азију, а за границу између Грчке и Турске одређена је река Марица.

### Међуратни период
Након пораза у Малој Азији, Грчка се суочила са економским потешкоћама. У августу 1923. године дошло је до општег штрајка у коме су учествовала 80.000 радника. На изборима исте године већину су однели републиканци тако да је 1. маја 1924. године Грчка проглашена републиком. Мере републиканске владе побољшале су стање у земљи. Војним ударом из 1935. године обновљена је монархија. Следеће године, користећи се политичком кризом у коју је запала земља, генерал Метаксас извршава 4. августа државни удар и заводи личну диктатуру. У спољној политици, Грчка је настојала да успостави пријатељске односе са суседним државама. Дана 23. септембра 1928. склопила је уговор о пријатељству са Италијом, а 27. марта 1929. године и са Југославијом. Са Турском је 30. новембра 1930. године закључила споразум о пријатељству, неутралности, споразумевању и арбитражи, а 1933. пакт о ненападању чиме се одрекла претензија на Малу Азију. Грчка је била активан поборник стварања Балканског пакта. Граница са Бугарском била је заштићена солидно утврђеном Метаксасовом линијом.

### Грчка у Другом светском рату
Грчка се по избијању Другог светског рата држала строге неутралности. Француска и Британија гарантовале су јој интегритет државних граница. Мусолинијева влада отупљивала је оштрицу борбене готовости Грка наглашавајући своју тобожну тежњу за тесном сарадњом у духу италијанско-грчког пакта о пријатељству из 1928. године. Тек после капитулације Француске, италијанска влада започела је отворен сукоб са Грчком. Грчка је избегавала сваку меру која би Хитлеровој Немачкој дала повод за напад. Међутим, Немачка је започела агресивну политику према Грчкој 6. априла 1941. године. Три дана касније, немачка војска продире у Солун. Командант источномакедонске армије, Бакопулос, потписао је истог дана споразум о безусловној капитулацији грчких снага источно од Вардара. После четрнаестодневног отпора је одлучено да се Британци евакуишу из Грчке, а грчке снаге наставе борбу на острвима с ослонцем на ратну морнарицу.
Међутим, капитулански елементи на челу са генералом Цолакоглуом потписују са Немцима 21. априла примирје у Лариси. Примирје је два дана касније у Солуну проширено и на Италију. Немачке снаге 27. априла 1941. године улазе у Атину. Италијани окупирају Јонска острва, а Немци Егејска острва. Окупирањем Крита завршена је окупација грчке територије. Грчка је подељена између Италијана, Бугара и Немаца. Краљ, влада и Генералштаб су претходно избегли у Египат. У Каиру је од десничарских партија настала избегличка влада. Иницијативом комунистичке партије Грчке образован је Општенародни антифашистички фронт - ЕАМ. Од неколико већ постојећих партизанских одреда формиран је ЕЛАС (Народноослободилачка војска). ЕЛАС је 1942. године ослободио планинске области у Егејској Македонији, Тракији и Епиру. Априла следеће године формиран је Врховни штаб устаничке војске. Хитлер је 1. септембра 1944. године наредио постепено, а 3. октобра потпуно повлачење немачких снага из Грчке. ЕЛАС је преузео власт и није имао намеру да се повуче. Британска интервенција довела је до распуштања ЕЛАС-а 12. фебруара 1945. године. У Другом светском рату погинуло је 420.000 Грка.

### Грчки грађански рат
Након разоружавања ЕЛАС-а влада је приступила учвршћењу власти формирањем јаке жандармерије. Знатан број бивших чланова ЕЛАС-а је одбио да се преда и одбегао у планине. Током 1946. године у разним крајевима Грчке формиране су чете од 10 до 15 људи. Децембра 1946. године основан је Врховни партизански штаб, а убрзо и обласни штабови за Македонију, Тесалију, Епир, Тракију и Пелопонез. Влада је августа 1946. године војском покушала да сузбије покрет. Покушај је завршен неуспехом. На пролеће следеће године, партизанска војска је окружена, али је успела да пробије обруч након чега је партија још више ојачала. Уместо мањих одреда, формиране су крупне јединице под називом Демократска армија Грчке. На изборима на слободној територији из 1947. године, Маркос Вафијадис је прогласио слободну и независну Републику. Међутим, у јеку успона Демократске армије долази до сукоба у руководству партизанског покрета. Новембра 1948. руководство преузима Никос Захаријадис, генерални секретар Комунистичке партије Грчке. Он се залагао за мир. Након пораза партизана, септембра 1949. године склопљено је примирје. Укупан број погинулих у рату био је око 158.000 људи.

### Након грађанског рата
Током 1950-их и 1960-их година, Грчка се брзо развија захваљујући помоћи САД (Маршалов план), а касније и развоју туризма. Уставом из 1952. године гарантовано је право гласа женама. Лина Цалдари постала је прва министарка те деценије. Дана 21. априла 1967. у Грчкој је извршен државни удар. Његов вођа био је Стилијанос Патакос. Следећих седам година грчке историје познате су под називом "Грчка војна хунта" (1967—1974). Краљ је покушао да сруши хунту, али је покушај пропао па је принуђен на бекство. Војна диктатура постала је омражена у народу. Догађаји на Кипру убрзали су пад хунте. Након пада хунте (1974), на референдуму је изгласано укидање монархије и увођење републиканског државног уређења. Августа 1975. године суђено је руководиоцима хунте. Исте године када је пала Хунта, Андреас Папандреу оснива Панхеленски социјалистички покрет. Покрет ће 1981. године однети победу на изборима. Следеће две деценије ће ова партија доминирати на грчкој политичкој сцени. Године 1980. Грчка улази у НАТО, а следеће године у Европску унију. Евро за званичну валуту прихватила је 2001. године.